# Sindbad contro i sette saraceni
Sindbad contro i sette saraceni è un film del 1964, diretto da Emimmo Salvi.